# Lukavec (kraj ustecki)
Lukavec – gmina w Czechach, w powiecie Litomierzyce, w kraju usteckim. 1 stycznia 2014 liczyła 380 mieszkańców.